# Martin Espernberger
Martin Espernberger, född 20 december 2003, är en österrikisk simmare.

## Karriär
I februari 2024 vid VM i Doha tog Espernberger brons på 200 meter fjärilsim.